# His Hour
His Hour és una pel·lícula muda dramàtica] estatunidenca del 1924 dirigida per King Vidor. Aquesta pel·lícula va ser la continuació de Three Weeks de Samuel Goldwyn, escrita per Elinor Glyn, i protagonitzada per Aileen Pringle, una de les més grans generadores de diners en el moment de la fusió Metro-Goldwyn-Mayer.

## Trama
Gritzko (John Gilbert) és un noble rus i Tamara (Aileen Pringle) és l'objecte del seu desig.

## Repartiment
- Aileen Pringle com a Tamara Loraine
- John Gilbert com a Gritzko
- Emily Fitzroy com a princesa Ardacheff
- Lawrence Grant com a Stephen Strong
- Dale Fuller com a Olga Gleboff
- Mario Carillo com el comte Valonne
- Jacqueline Gadsden com a Tatiane Shebanoff (acreditada com a Jacquelin Gadsdon)
- George Waggner com Sasha Basmanoff (acreditat com a George Waggner)
- Carrie Clark Ward com a princesa Murieska
- Bertram Grassby com a Boris Varishkin
- Jill Reties com Sonia Zaieskine
- Wilfred Gough com Lord Courtney
- Frederick Vroom com a ministre anglès
- Mathilde Comont com a dona grossa de l'harem
- E. Eliazarov com a Khedive
- David Mir com a Serge Greskoff
- Bert Sprotte com a Ivan
- George Beranger com (acreditat com a Andre Beranger)
- Virginia Adair (sense acreditar)
- Rowfat-Bey Haliloff com a ballarí (sense acreditar)
- Mike Mitchell (sense acreditar)
- Jack Parker com a nen (sense acreditar)
- Thais Valdemar (sense acreditar)

## Producció
His Hour va marcar la primera de les cinc fotografies que John Gilbert i King Vidor farien junts per a M-G-M.
Adaptat d'una novel·la de 1910 d'Elinor Glyn, autora de romanços tòrrids chic al segle xix, His Hour va ser l'intent de Vidor d'aprofitar la popularitat de les imatges de "la joventut en flames" de l'era del jazz que tracten la infidelitat matrimonial.
La pel·lícula inclou moltes escenes de seducció excitants, una de les quals es va considerar massa picant per al seu llançament.
Produït sota les restriccions del nou Codi de producció, el productor Louis B. Mayer va censurar a Vidor per incorporar algunes de les representacions "calentes" de Glyn de la decadència sexual.
Un antic oficial de l'Exèrcit Imperial Rus, que aleshores vivia a Los Angeles, va servir com a assessor tècnic de la pel·lícula. El seu nom real no s'ha confirmat, però els comunicats de premsa de l'estudi es van referir a ell com Mike Mitchell. Aquesta pel·lícula va marcar la primera de les quatre vegades que John Gilbert i King Vidor treballarien junts. Malgrat mostrar la seva habilitat i aparença, Gilbert odiava el guió i pensava que no li aportava res substancial a fer com a actor.

## Recepció
En aquesta, la primera pel·lícula de Gilbert amb King Vidor, el públic va quedar impressionat amb l'estrella com a protagonista romàntic masculí.

## Taquilla
Segons els registres de MGM, la pel·lícula va obtenir un benefici de 159.000 dòlars. MGM va enviar rècords a Elinor Glynn que indicaven que la pel·lícula va costar 211.930 dòlars i va guanyar 317.442 dòlars, la qual cosa va resultar en un benefici de només 105.511 dòlars. Això significava que Glynn, que tenia dret al 33,3% dels beneficis nets, va guanyar 35.170 dòlars.